# Природоохоронні території Удмуртії
Природоохоро́нні терито́рії Удму́ртії — території, створені з метою охорони природних ландшафтів від надмірних змін внаслідок господарської діяльності людини на території Удмуртської Республіки Росії.

## Заказники

### Державні мисливські заказники[1]
| Найменування заказника             | Розташування                                | Площа, га | Картосхема |
| Валамазький бобровий заказник      | Селтинський і Красногорський райони         | 17 563    |            |
| Іжевський комплексний заказник     | Зав'яловський район                         | 7 700     |            |
| Казанський комплексний заказник    | Кізнерський, Вавозький і Можгинський райони | 10 000    |            |
| Кепський комплексний заказник      | Балезінський район                          | 28 800    |            |
| Кулигінський бобровий заказник     | Кезький район                               | 42 200    |            |
| Лумпунський бобровий заказник      | Сюмсинський район                           | 41 600    |            |
| Обласнівський комплексний заказник | Увинський район                             | 26 814    |            |
| Пестерінський бобровий заказник    | Красногорський район                        | 21 660    |            |
| Північний комплексний заказник     | Глазовський і Ярський райони                | 41 600    |            |
| Салінський комплексний заказник    | Красногорський і Ігринський райони          | 22 020    |            |
| Чекеровський комплексний заказник  | Воткінський та Якшур-Бодьїнський райони     | 6 397     |            |